# Thomas Rostollan
Thomas Rostollan (* 18. März 1986 in Marseille) ist ein ehemaliger französischer Straßenradrennfahrer.

## Sportliche Laufbahn
Thomas Rostollan gewann 2006 die vierte Etappe der Tour de la Réunion. Im nächsten Jahr war er bei dem spanischen Etappenrennen Cinturó de l’Empordà mit seinem Team VC La Pomme Marseille beim Mannschaftszeitfahren erfolgreich. In der Saison 2008 wurde Rostollan Zweiter bei dem französischen Eintagesrennen Grand Prix de Peymeinade. Beim Grand Prix Chantal Biya gewann er die erste Etappe und entschied auch die Gesamtwertung für sich. 2012 gewann er eine Etappe von An Post Rás und 2016 der Tour de Bretagne. 2017 beendete er seine Radsportlaufbahn.

## Erfolge
2007
- eine Etappe Cinturó de l’Empordà (Mannschaftszeitfahren)

2008
- eine Etappe und Gesamtwertung Grand Prix Chantal Biya

2012
- eine Etappe An Post Rás

2016
- eine Etappe Tour de Bretagne

## Teams
- 2006 VC La Pomme Marseille
- 2007 VC La Pomme Marseille
- 2008 VC La Pomme Marseille
- 2009 AVC Aix-en-Provence
- 2010 AVC Aix-en-Provence
- 2011 AVC Aix-en-Provence
- 2012 AVC Aix-en-Provence
- 2013 La Pomme Marseille
- 2014 La Pomme Marseille 13
- 2015 AVC Aix-en-Provence
- 2016 Armée de terre
- 2017 Armée de terre